# 'Till I Get My Way/Girl Is On My Mind
"'Til I Get My Way/Girl Is On My Mind" is een split-single van de The Black Keys. De single bestaat uit de nummers "'Til I Get My Way" en "Girl Is On My Mind"; twee nummers van hun derde album Rubber Factory. 

## Culturele referenties
"Girl Is On My Mind" werd gebruikt in een advertentie van Sony Ericsson, waarin de tennissers Ana Ivanović en Daniela Hantuchová speelden. 

## Track listing
Alle nummers zijn geschreven door Dan Auerbach en Patrick Carney.
1. Till I Get My Way (2:31)
2. Girl is On My Mind (3:28)
3. Flash of Silver

## Personeel
- Dan Auerbach – gitaar, vocalen
- Patrick Carney – drums

## Hitlijsten
| Hitlijst (2004)  | Hoogste positie |
| ---------------- | --------------- |
| UK Singles Chart | 62              |